# Alexanderkirche (Narva)

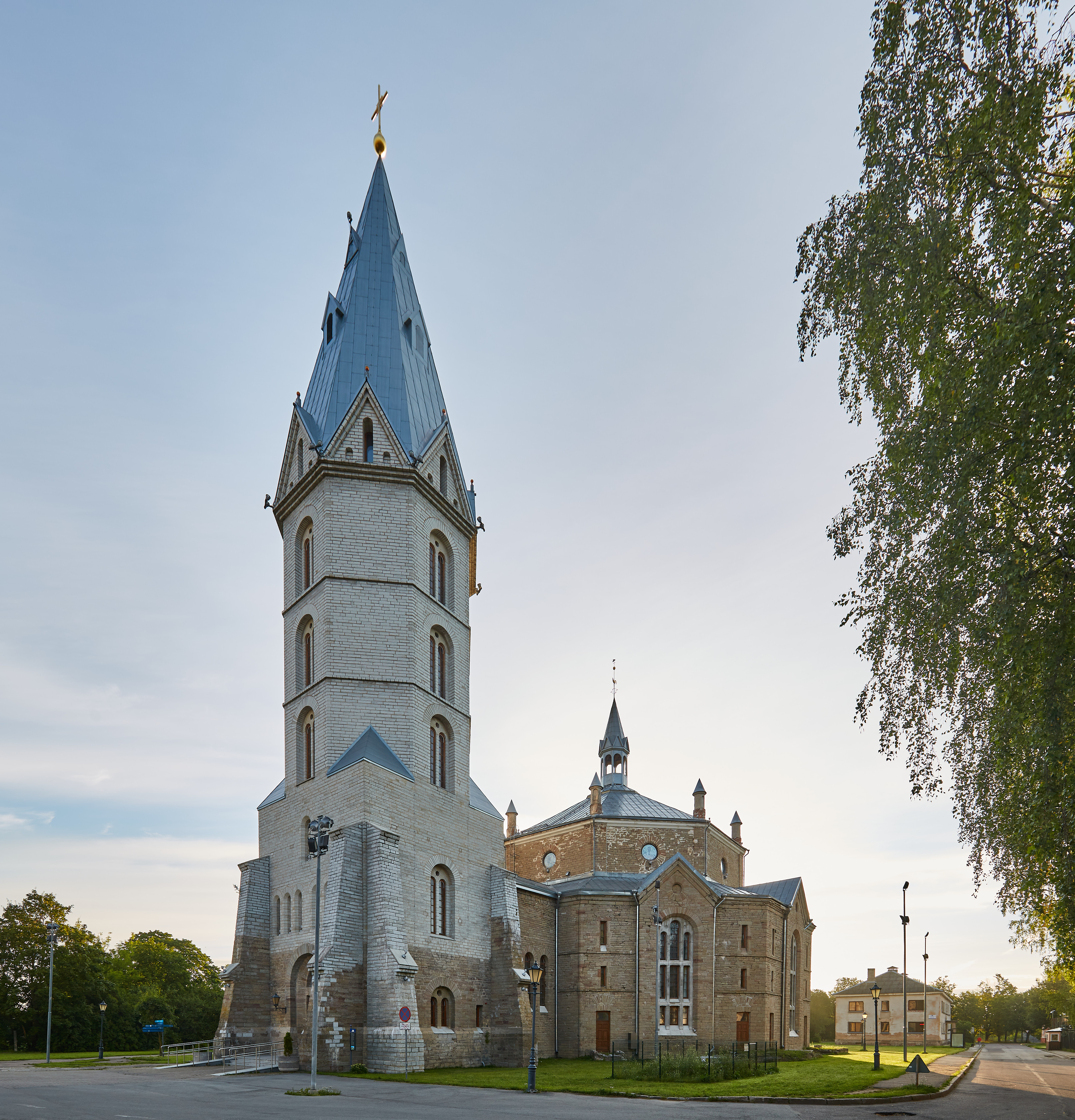
Hauptportal der Kirche nach der Renovierung

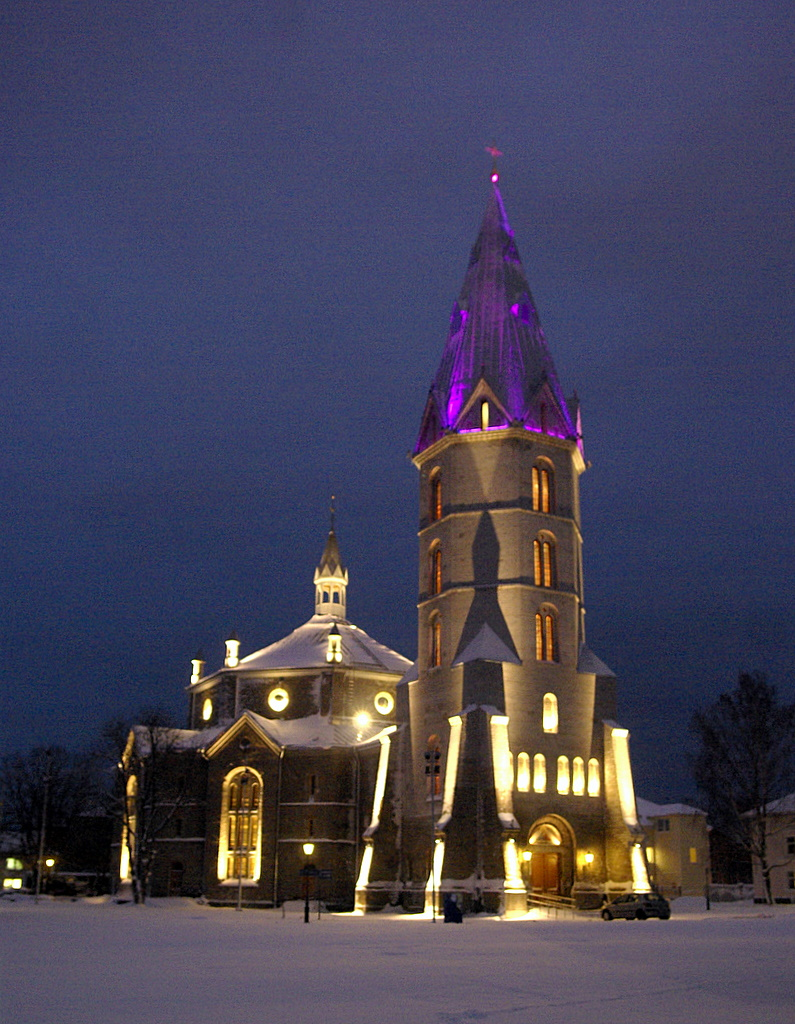
Die illuminierte Alexanderkirche bei Nacht (November 2008)

Die Alexanderkirche (estnisch Aleksandri Suurkirik ‚Alexander-Großkirche‘) ist eines der Wahrzeichen der drittgrößten estnischen Stadt Narva. Das lutherische Gotteshaus wurde in den Jahren 1881–1884 als damals größte Kirche Estlands errichtet, im Zweiten Weltkrieg stark beschädigt und erst nach Wiedererlangung der estnischen Unabhängigkeit 1990 vollständig wieder aufgebaut.

## Geschichte
Im November 1879 entschied die Johannes-Gemeinde der Stadt Narva über den Bau einer eigenen Gemeindekirche. Die Initiative ging von dem deutschbaltischen Pastor Friedrich Gottlieb Tannenberg aus. Für die Errichtung des Gotteshauses schenkte der deutschbaltische Adlige Georg von Kramer der Gemeinde das Grundstück.
Die Lage der künftigen Kirche war bewusst gewählt: Die Stadt Narva gehörte damals zum Gouvernement Sankt Petersburg; der Kirchengrund lag aber auf dem Grenzgelände des Dorfes Joala (deutsch Joachimsthal), das dem Gouvernement Estland und damit dem Konsistorium in Tallinn (Reval) unterstellt war.
Architekt der Kirche war der in Sankt Petersburg lebende Deutsche Otto Pius Hippius (1826–1883). Er hatte bereits die 1870 geweihte Karlskirche (Kaarli kirik) in der estnischen Hauptstadt Tallinn projektiert.
Am 21. Juni 1881 fand die Grundsteinlegung der neuen Kirche in Narva statt. Der Bau wurde wesentlich vom Eigentümer der Narvaer Manufaktur Kreenholm, dem Bremer Baumwollkaufmann Ludwig Knoop (1821–1894), finanziert. Er wollte ein Gotteshaus schaffen, das alle 5.000 lutherischen Arbeiter seiner Fabrik aufnehmen konnte. In der Kirche waren 2.500 Sitzplätze vorgesehen.
Die Maurerarbeiten wurden vom Meister Luka Tuzov aus Kronstadt überwacht, die Arbeiten an der Inneneinrichtung von Jemeljan Volkov ausgeführt. Den Bau überwachte zunächst Hippius selbst, anschließend der Architekt der Firma Kreenholm, Paul Alisch.
Im Jahr des Baubeginns, am 1. März 1881, wurde der russische Zar Alexander II. ermordet. Der Rat der Stadt Narva und das Konsistorium Estlands beschlossen in einer gemeinsamen Entscheidung vom 20. Oktober 1883, der neuen Kirche und der Kirchengemeinde den Namen des verstorbenen Zaren zu geben.
Am 28. Maijul. / 9. Juni 1884greg. wurde der Kirchenbau feierlich geweiht. Er war zur damaligen Zeit das größte Gotteshaus Estlands. Erster Pastor der Gemeinde war von 1885 bis zu seinem Tod 1910 Richard Julius von Paucker.

## Kirchenbau und Einrichtung
Der Bau im Stil des Historismus vereint neoromanische und neoklassizistische Elemente. Charakteristisch ist der achteckige Zentralbau mit einer Deckenhöhe von 25,5 m.
Die Orgel mit dreißig Registern ist ein Werk der deutschen Firma Walcker. Sie wurde 1886 fertiggestellt. Das Altargemälde von Eduard Gebhardt zeigt die Kreuzigung Christi. Es ist ein Geschenk des Direktors der Manufaktur Kreenholm, Johann Prowe. In der Kirche befanden sich zwei Gipskopien nach Skulpturen von Bertel Thorvaldsen. Sie zeigen Petrus und Paulus.
Die Kirche wird von einem achteckigen Glockenturm bekrönt. Die 800 Kilogramm schwere Glocke wurde im Jahr 1900 in Gattschina gegossen und im selben Jahr im Glockenturm der Alexanderkirche installiert.

## Zerstörung im Zweiten Weltkrieg
1944 wurde die Stadt Narva in den Kämpfen zwischen deutschen und sowjetischen Truppen schwer zerstört. Auch die Alexanderkirche wurde bei dem verheerenden sowjetischen Bombenangriff am 6. März 1944 auf das Schwerste beschädigt, besonders die Inneneinrichtung und die Orgel, ebenso der Glockenturm und die Kuppel.

## Sowjetische Besetzung
Mit der sowjetischen Besetzung Estlands begannen die neuen Behörden, Narva im Sinne der sozialistischen Städteplanung neu zu errichten. Zahlreiche Plattenbauten wurden für einen massiven Zuzug slawischsprachiger Zuwanderer aus Russland, der Ukraine und Weißrussland geschaffen. Nur eine kleine lutherische Kirchengemeinde blieb in Narva bestehen.
Die Gemeinde der Alexanderkirche war zu jener Zeit die einzige lutherische Gemeinde in Narva. Ab 1956 wurde die Kirche wieder aufgebaut. 1959, zum 75. Jahrestag der Weihung, konnte die Gemeinde wieder in das renovierte Gotteshaus einziehen. Im September 1962 wurde ihr dann das Eigentum der Alexanderkirche entzogen. Die Inneneinrichtung wurde bis auf einige Kronleuchter vollständig zerstört. Der Gemeinde gelang es aber, die Kirchenglocke zu verstecken.
Das Gebäude diente fortan als Warenlager und wurde ab Anfang der 1980er Jahre zu einem Konzertsaal umgestaltet.

## Wiedererlangung der estnischen Unabhängigkeit

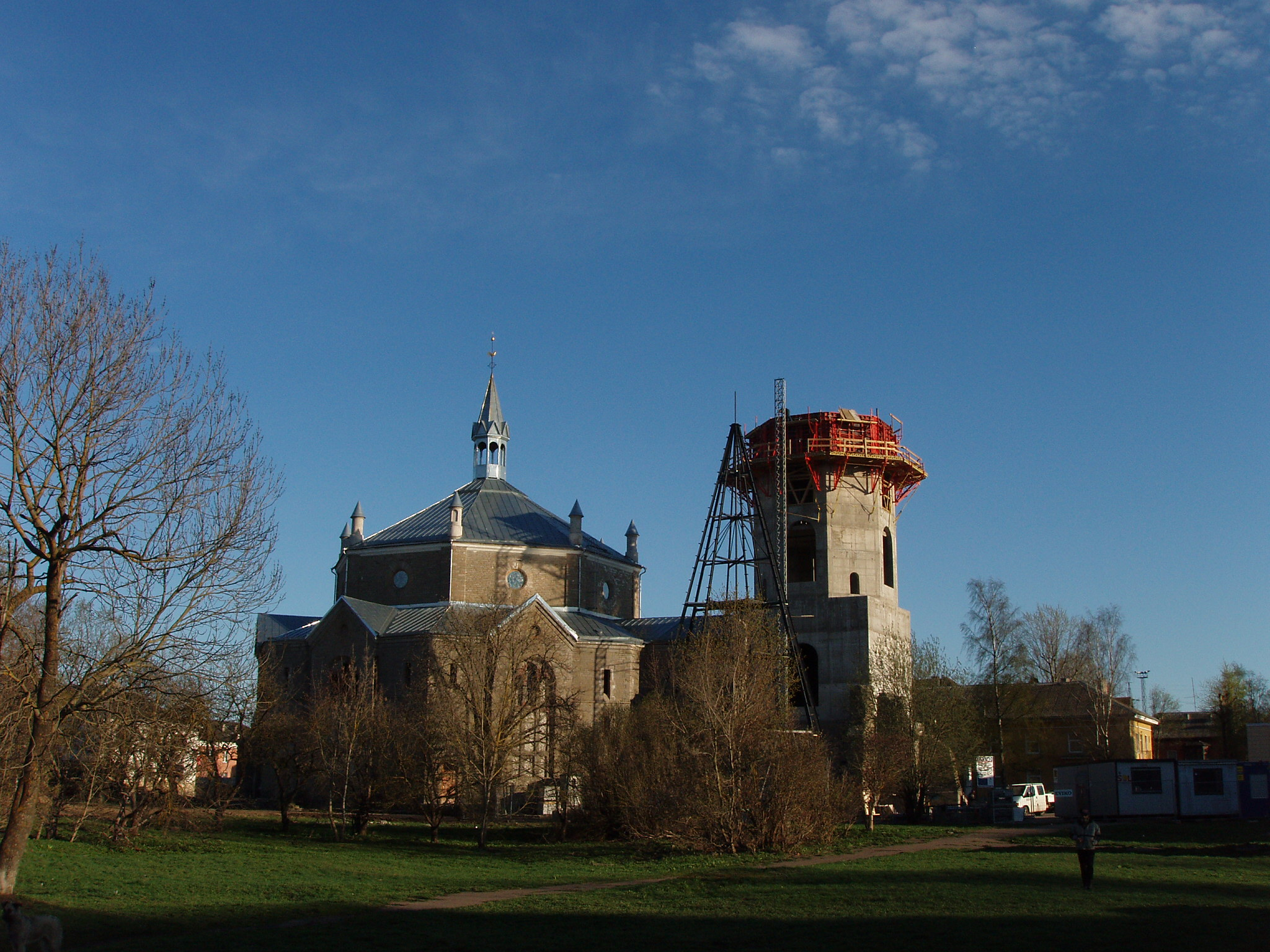
Wiedererrichtung des Turms im Jahre 2007

Kurz vor Wiedererlangung der estnischen Unabhängigkeit wurde am 21. Dezember 1990 die Kirchengemeinde wiedergegründet. Der erste Gottesdienst in der Alexanderkirche fand nach 32-jähriger Unterbrechung am 8. Juli 1994 statt.
Seit 2003 wurde die Kirche umfassend mit Geldern der Estnischen Evangelisch-Lutherischen Kirche (EELK), des estnischen Staates und der Europäischen Union renoviert. Im Oktober 2004 wurden acht von der estnisch-deutschen Künstlerin Dolores Hoffmann (* 1937) künstlerisch gestaltete Kirchenfenster eingesetzt. Darin gehen je nach Perspektive und Lichteinfall die Worte MARIA und NARVA ineinander über.
Im August 2007 wurde der Turmhelm rekonstruiert und im Juni 2008 der 60,7 m hohe und von einem vier Meter hohen Kreuz bekrönte Kirchturm für die Öffentlichkeit freigegeben. Im Turm ist seitdem das Kirchenmuseum mit Kunstwerken aus dem 14. bis 21. Jahrhundert untergebracht. Vom Turm bietet sich ein Blick auf die beiden Festungen von Narva und Iwangorod.
Infolge der erheblichen Kosten für die Renovierung der Alexanderkirche wurde die Kirchengemeinde 2015 gerichtlich für insolvent erklärt. Im März 2016 kündigten die Gläubiger an, die Gebäude der Gemeinde versteigern zu lassen. Das Anfangsgebot für die Alexanderkirche lag bei 500.000 Euro. Im April 2016 gab der Erzbischof der Estnischen Evangelisch-Lutherischen Kirche (EELK), Urmas Viilma, bekannt, dass versucht werde, mit Unterstützung von Personen des öffentlichen Lebens und der Wirtschaft die Alexanderkirche aus der Konkursmasse herauszukaufen, um sie für die gottesdienstliche und kulturelle Nutzung öffentlich zugänglich zu halten. Im Juni 2016 hat die estnische Regierung schließlich die Kirche für 375.000 Euro gekauft. Die Hälfte des Betrags wird die Estnische Evangelisch-Lutherische Kirche (EELK) aufbringen.